# Paróquia de Jefferson Davis
A Paróquia de Jefferson Davis é uma das 64 paróquias do estado americano da Luisiana. A sede da paróquia é Jennings, e sua maior cidade é Jennings. A paróquia possui uma área de 1 706 km² (dos quais 16 km² estão cobertas por água), uma população de 31 435 habitantes, e uma densidade populacional de 19 hab/km² (segundo o censo nacional de 2000). 